# انجمن مطالعات خاورمیانه
انجمن مطالعات خاورمیانه (انگلیسی: Middle East Studies Association) یک انجمن علمی است و به نقل از وب سایت آن، «یک انجمن غیرانتفاعی است که مطالعه خاورمیانه را ترویج می‌کند، استانداردهای بالای بورسیه و تدریس را ترویج می‌کند و درک عمومی از منطقه و مردم آن را از طریق برنامه‌ها، نشریات و خدماتی که آموزش، تبادل فکری بیشتر، تشخیص تمایز حرفه‌ای و دفاع از آزادی دانشگاهی را افزایش می‌دهند، تشویق می‌کند.»
منتقدان انجمن مطالعات خاورمیانه را به سیاسی شدن و تحت سلطه دانشگاهیان منتقد اسرائیل و آمریکا قرار گرفتن، متهم کرده‌اند. در سال ۲۰۰۷، انجمن برای مطالعه خاورمیانه و آفریقا به عنوان وزنه تعادل ایدئولوژیک در برابر انجمن مطالعات خاورمیانه تأسیس شد.